# Mechanisme (filosofie)
Mechanisme is in de filosofie het idee dat aan alle natuurlijke fenomenen een waarneembare, fysieke verklaring ten grondslag ligt. Het tegenovergestelde van mechanisme is vitalisme, de filosofische theorie dat vitale krachten in het leven aanwezig zijn, zodat het leven niet alleen met fysieke verklaringen beschreven kan worden.
Het idee dat de gehele wereld in zuiver mechanistisch denken begrepen kan worden, was vooral populair in de vroegmoderne filosofie en is verweven met de opkomst van de klassieke mechanica. Een extreem voorbeeld van mechanistisch denken is te vinden in L'Homme machine van de Franse Verlichtingsdenker Julien Offray de La Mettrie. Hij verdedigt daarin de stelling dat ook de mens volledig aan mechanistische wetten onderhevig is. Het bestaan van een vrije wil (in de dominante betekenis) wordt door mechanisten verworpen.
De filosofische materialistische stroming wordt niet langer gebruikt binnen wetenschappelijk onderzoek, aangezien deze te deterministisch is. Nu wordt een probablistisch denkkader gehanteerd waarbij met begrippen als onzekerheid en waarschijnlijkheid wordt gewerkt. De mechanistische filosofie werd wel verwerkt in het hedendaags causaal denken in de vorm van causale mechanismen waar het bestaan van de vrije wil wel wordt erkend.